# مولیر
ژان باتیست پوکلن (فرانسوی: Jean-Baptiste Poquelin‎؛ تعمید داده شده ۱۵ ژانویه ۱۶۲۲ – درگذشته ۱۷ فوریه ۱۶۷۳) یا مولیر (به فرانسوی: Molière) یکی از سه نمایشنامه‌نویسِ برترِ قرن هفدهم در فرانسه و یکی از بزرگ‌ترین کمدی‌نویسِ‌ها و هنرپیشه‌های تئاتر در اروپا به همراه پیر کورنی و ژان راسین بود. در زمینه کمدی‎نویسی پس از نویسندگان معروف یونان قدیم مانند آریستوفان و مناندر و کمدی سازهای روم قدیم از قبیل پلوتوس و ترنتیوس کسی تا به امروز به پای او نرسیده‌است.

## زندگی
مولیر ده ساله بود که مادرش را از دست داد. ابتدا در مدرسه‌ای که بیشتر اختصاص به اشراف داشت درس می‌خواند و سپس بعد از مدتی در نزد یک نفر از دوستان پدرش موسوم به پی‌یر گاسندی کشیش معروف مشغول به تدریس بود. پدرش اهل کسب و کار و تجارت بود و اسباب و اثاثیه خانه می‌فروخت و چنانچه مرسوم آن زمان بود عنوان جنس فروش سلطنتی و «پیشخدمت حضور» شاهی را داشت. مولیر نیز در ابتدای جوانی نزد پدر خود به کار و کاسبی می‌پرداخت ولی عاقبت روزی فرا رسید که میان پدر و پسر جدایی افتاد و تا پایان عمر نزدیکی حاصل نگردید. وی همچنین علاوه بر شغل پدری دارای سمت «پیشخدمت حضور» پادشاه نیز بود.
مولیر جوان در ابتدا کمی در کار خود متردد و دودل بود و نمی‌دانست که آیا بهتر است شغل و پیشه پدر را دنبال کند یا به شغل قضاوت و وکالت بپردازد ولی سرانجام روزگار و تقدیر کار را بر او آسان نمود و با خانواده‌ای آشنا شد که کارشان بازیگری در تئاتر بود؛ و در سن بیست و یک سالگی ورق برای او برگشت و تا آخر عمر در کار صحنه مشغول گشت. خانواده بژار ابتدا به‌طور دوره‌گردی مشغول اجرای نمایش بودند و مولیر به دختر آنها مادلن بژار بازیگر معروف علاقه‌مند شد. وی به پدرش نامه‌ای نوشت که دیگر حاضر به ادامه پیشه پدری اش نیست و از وی مطالبه میراث مادری اش را کرد. از آن زمان رابطه با پدرش قطع شد و وی به خانواده بژار ملحق گردید. دسته خانواده بژار نامش «دسته خانواده» بود که بعد از الحاق مولیر به تئاتر ایلوستر تغییر نام داد. پس از آنکه مولیر به دسته خانواده بژار ملحق گردید در پاریس مشغول به کار شد اما چندان موفقیت‌آمیز نبود؛ بنابراین مولیر و همکارانش تصمیم گرفتند از پاریس بیرون رفته و راه غرب و جنوب فرانسه را پیش بگیرند. حدود سیزده سال مشغول این دوره‌گردی‌ها بود و در سن سی شش سالگی به پاریس برگشت.
در سال ۱۶۵۹ طنز زن‌های فضل‌فروش مضحک را نوشت و بسیار مشهور گردید و همین باعث شد که مشمول الطاف مخصوص لویی چهاردهم قرار بگیرد که در آن زمان پادشاهی بیست و یک ساله بود و نه سال بود که بر تخت سلطنت نشسته بود. این علاقه مسبب این شد که مولیر در آن جامعه بسته با آزادی بیشتر، به بیان انتقاد و مشکلات جامعه با زبان طنز بپردازد.
مولیر منتقدان بسیاری داشت. آنها به بهانه دفاع از مذهب کارشکنی‌هایی در مسیر فعالیت او انجام دادند. آنها می‌گفتند که مولیر بی‌دینی را به روی صحنه تئاتر آورده‌است. نمایشنامه مکتب زنان در حقیقت بی عفتی و بی عصمتی است و تارتوف نمایشنامه‌ای است شیطانی و دون ژوان سراپا کفر است. به‌طور خلاصه منتقدان می‌گفتند که مولیر خناسی است که به لباس انسان درآمده. یکی از دوستان و دوستداران وی بوالو ی جوان بود که مقام وی را بالاتر از کورنی و حتی راسین می‌دانست و معتقد بود مولیر از هر کس دیگری بهتر توانسته طبیعت را بفهمد. حتی بعد از مرگ مولیر در محضر لویی چهاردهم در آنجایی که از بوالو پرسیده می‌شود که چه کسی بزرگ‌ترین شخص این عصر است وی در پاسخ می‌گوید: مولیر
از علت تغییر نام وی از ژان باتیست پوکلن به مولیر اطلاعات دقیقی در دست نیست، اما احتمال داده می‌شود که زمانی به عنوان پیشخدمت مخصوص در رکاب لویی سیزدهم پادشاه فرانسه در ایالت لانگداک مسافرت می‌کرد، در دهکده‌ای به نام مولیر اولین بار با معشوقه خود مادلن بژار آشنا شد. به همین مناسبت و به یاد راز و نیازهای شبانه اسم آنجا را برای خود اختیار نمود
مولیر پس از شکست در زندگی زناشویی و بعد از موج بیرحمانه منتقدان به نگارش کارهای سطحی روی آورد. وی پس از آنکه از بی مهری معشوقه اش مادلن رنج بسیار برد، سرانجام در سال ۱۶۶۲ میلادی با آرماند (دختر یا خواهر جوان مادلن) که بیست و یک سال از مولیر جوان تر بود ازدواج کرد. او بین سال‌های ‎۱۶۲۲ –۱۶۷۳ در پاریس زندگی کرد. این دختر هم موجبات تلخکامی شوهر بیچاره خود را از هر جهت فراهم ساخت و کار به جایی کشید که بی وفایی او ورد زبان‌ها گردید. دشمنان مولیر که روز به روز زیادتر می‌شدند مدام بر بدخواهی و و سعادت و کینه‌توزی خود می‌افزودند و شهرت دادند که اساساً آرماند دختر معشوقهٔ قبلی اش مادلن است، حتی برخی می‌گفتند که دختر خود مولیر است و در نزد لویی چهاردهم زبان به تعرض و پرخاش گشودند که چگونه پادشاه اجازه می‌دهد که چنین کسی در دربار راه داشته باشد. معروف است که پادشاه فرانسه به این سخنان بی اعتنا بود و حتی وقتی زن جوان مولیر اولین فرزندش را آورد لویی چهاردهم پدر خوانده نوزاد گردید.

## نظرات و انتقادات

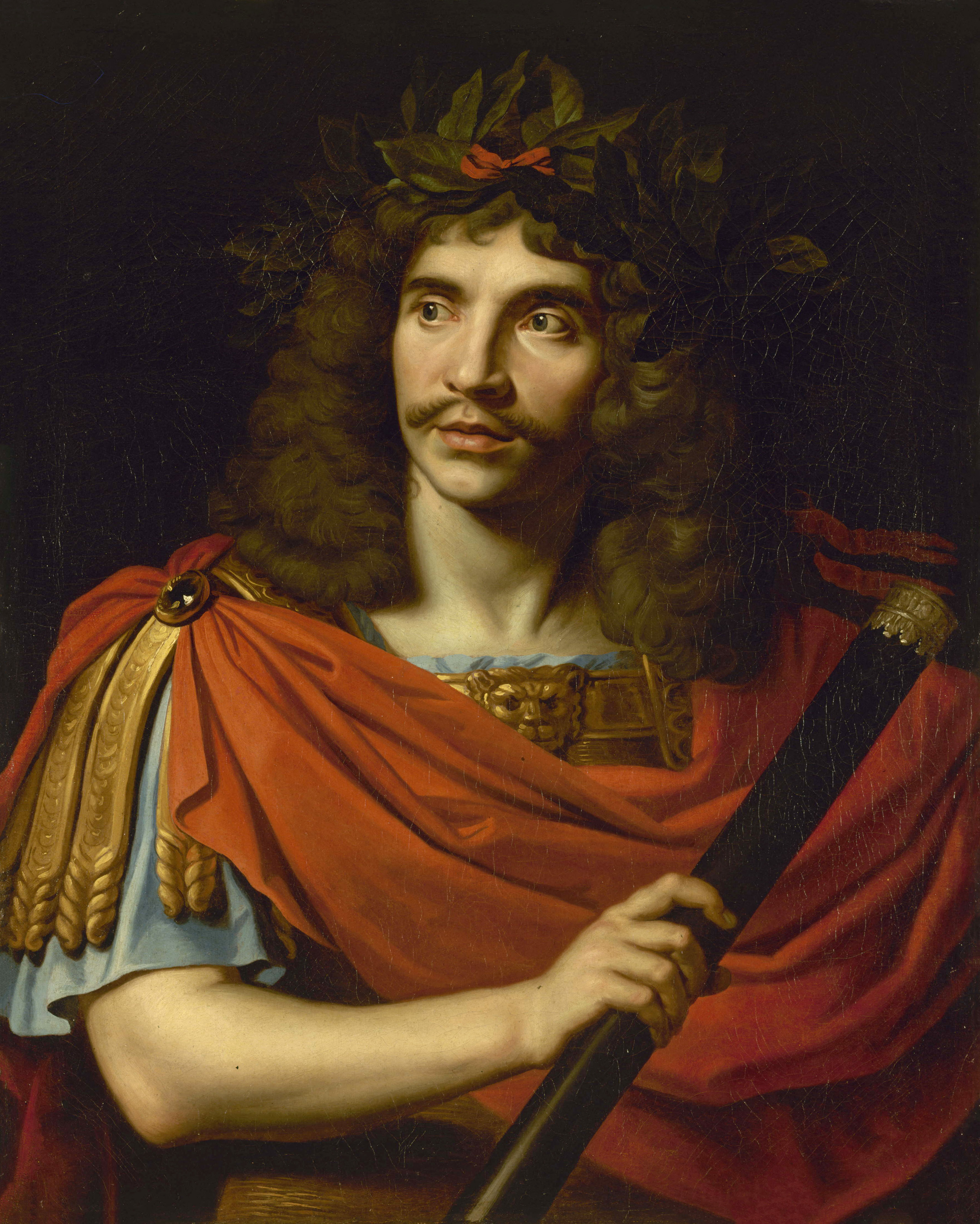
پرتره کشیده شده توسط نیکولا مینیار

مولیر برخلاف بسیاری از نمایش‌نامه‌های خود به شعر، خسیس را به نثر نوشت. به همین سبب هموطنانش که معتاد به نمایشنامه‌های منظوم او بودند از تماشای خسیس در ابتدا لذتی نمی‌بردند. ایراد دیگری به مولیر وارد بود که می‌گفتند خسیس تقلیدی از نمایشنامهٔ آئولولاریا از آثار پلوتوس کمدی نویس مشهور رومی است.
لاهارپ شاعر و منتقد فرانسوی در سال ۱۷۹۹ دربارهٔ این نمایشنامه گفته‌است:
خسیس از جمله نمایشنامه‌های مولیر است که هم از حیث قصد و نیت نویسنده هم از لحاظ نتیجه حاصل گشته از تمام نمایشنامه‌های وی خنده دارتر است. تنها عیب این نمایشنامه این است که پایان آن به صورت یک داستان و رمان ساختگی و قالبی در می‌آید ولی از این عیب گذشته نمایشنامه‌ای بهتر از این در تصور نمی‌گنجد.
ژان-ژاک روسو فیلسوف معروف دربارهٔ مضمون نمایشنامهٔ خسیس گفته‌است:
البته عیب بزرگیست که انسان خسیس و رباخوار باشد ولی از آن بدتر عیب پسری ست که مال پدرش را بدزدد و احترام لازم را در حق او مرعی ندارد و به صد زبان پدر خود را شماتت کند و وقتی پدرش خشمناک می‌شود و او را نفرین می‌کند به‌طور تمسخر و با لحن طنز و طعن بگوید که از الطاف و مراحم پدرانه بی‌نیاز است. آیا نمایشنامه‌ای که از چنین فرزندی مدح و ثنا نماید در حقیقت مدرسه‌ای برای بداخلاقی نیست؟
گوته حکیم و شاعر آلمانی در سال ۱۸۲۵ در تمجید و ستایش از خسیس گفته‌است: 
نمایشنامه خسیس که نشان می‌دهد خست، علاقه و محبت بین پدر و فرزند را از بین می‌برد، عظمتی فوق‌العاده را دربردارد و در واقع بی‌نهایت جنبه تراژدی دارد.
بوالو منتقد ادبی فرانسوی به تماشای مکرر خسیس رفت و نوشته‌است که روزی راسین به وی گفته‌است که اخیراً شما را در تئاتر مولیر دیدم و تنها کسی بودید که می‌خندیدید. بوالو که دریافت راسین باز در صدد نیش و کنایه به مولیر است در جواب گفت: 
من شما را با فهم تر از آن می‌دانم که شما هم نخندیده باشید ولو لااقل خنده باطنی باشد.
ژان روستان فیلسوف معاصر در این خصوص چنین گفته‌است: 
در زمینه معنویات در میان آثاری که باقی می‌ماند بعضی از آنها زنده و پر مغز هستند در صورتی که برخی دیگر به صورت فسیل‌های زیبایی در می‌آیند که تنها مظهر عهد و دوره مخصوص خود می‌باشند ولی دیگر جان و روان ندارند. تئاتر مولیر از سنخ این آثار است که قرن‌ها باقی مانده و قرن‌ها باقی خواهد ماند. خوشا به حال ملتی که چنین نویسندگان و هنرمندانی را بپروراند.

## مرگ

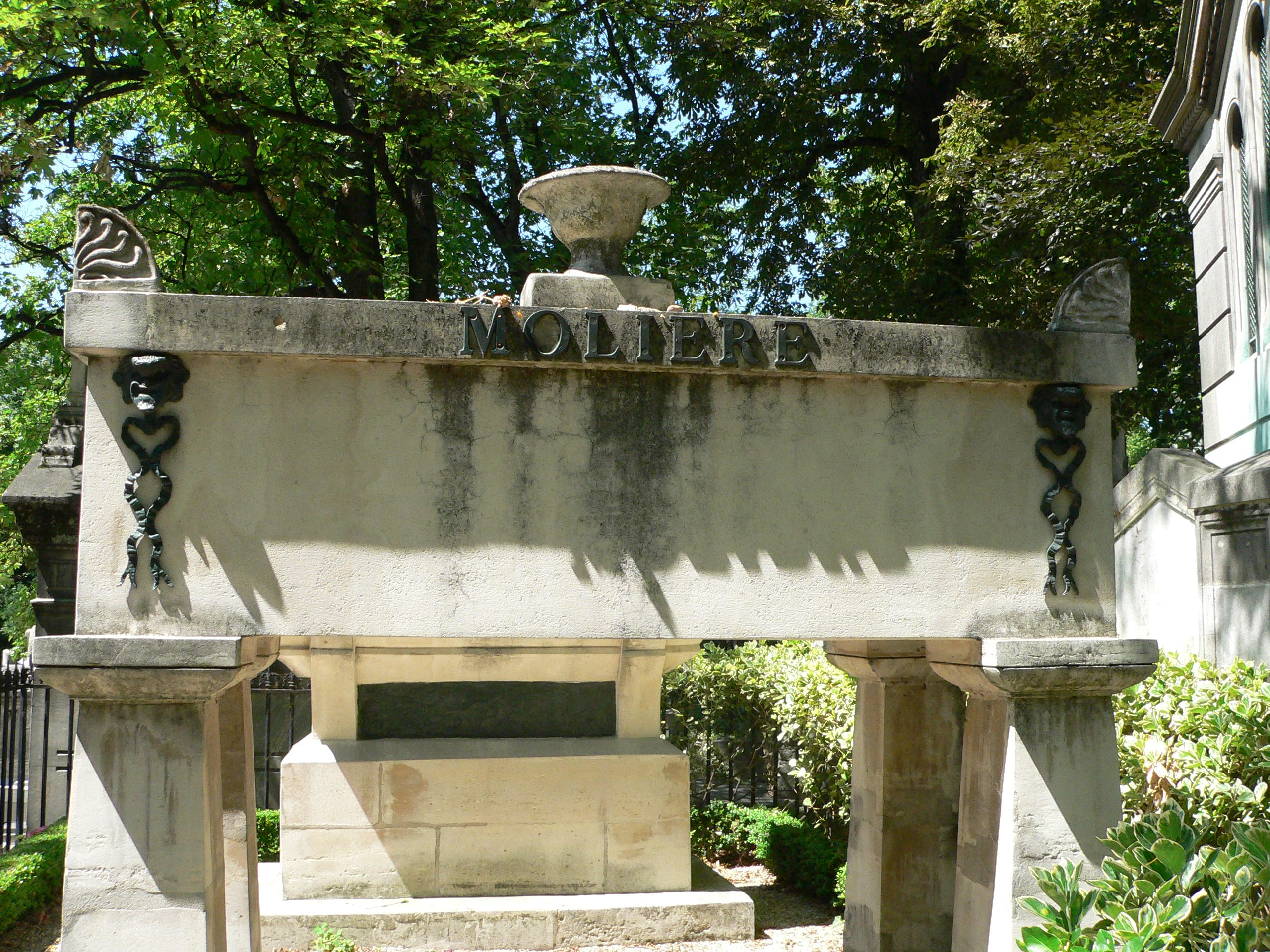
یادبود مولیر - گورستان پرلاشز

در شب هفدهم فوریه سال ۱۶۷۳ در حالی که خود نقش «ارگان» در نمایش بیمار خیالی را برعهده داشت، در حین اجرا دچار تشنج و ضعف شدیدی گردید و از سکوی نمایش به پایین سقوط کرد، اما نمی‌خواست نمایش را ناتمام بگذارد. علی‌رغم تلاشش برای ادامهٔ نمایش مجدداً پس از رفتن روی سکو سقوط کرد و جراحت‌هایی دید و دیگر از ادامه کار عاجز بود. او را به منزلش بردند و سرفه شدیدی بر او عارض گردید و یکی از رگهایش قطع شد و سه ربع بعد در سن ۵۱ سالگی بر اثر بیماری سل درگذشت. کشیش از حاضر شدن به بستر بازیگر سست عقیده‌ای که تارتوف را نوشته امتناع کرد و کلیسا از خاک‌سپاری او در گورستان رسمی شهر جلوگیری کرد. سرانجام همسرش به لویی چهاردهم توسل جست تا پادشاه از رئیس روحانیان یعنی اسقف پاریس تقاضا کرد که اجازه بدهند.
اجازه صادر گردید، مشروط به اینکه مراسم تدفین در ساعتهای روز نباشد و هیچ تشریفاتی برگزار نشود؛ بنابراین در حین خاکسپاری‌اش به صدا درآوردن ناقوس کلیساها و زمزمه دعاهای حاضران ممنوع گردید. در روز بیست و یکم فوریه ۱۶۷۳ او را در قبرستان «سنت ژوزف» دفن کردند، در جایی که کودکانی را دفن می‌کردند که غسل تعمید نشده بودند. در سال ۱۷۹۲ باقی‌مانده خاکش به موزه تاریخی فرانسه آورده شد و در سال ۱۸۱۷ در پاریس به گورستان پرلاشز منتقل شده و در کنار ژان دو لافونتن دفن شد.
سیصد سال بعد مؤلف کتاب تاریخ ادبیات جهان در حق مولیر می‌نویسد: فرانسوی‌ها باید آنچه به مولیر مدیونند در میزان سنجش بگذارند تا وزن آن مشخص گردد. دین آنها عبارت است از یک افتخار و مباهات دنیایی. از برکت وجود مولیر شجاع و بی پروا و در پرتو کمک‌هایی که لویی چهاردهم پادشاه مظفر و پیروز بدو نمو همچنان‌که اهرام در صحراهای پرگرد و خاک مصر و بنای پارتنونبر فراز تپهٔ شهر آتن بر پا ایستاده، کاخ کمدی نیز در کشور فرانسه زندگی و استقرار جاوید یافته‌است.

## آثار
- بیمار خیالی
- خسیس
- تارتوف
- دون ژوان
- آمفیتروئون
- طبیب پرنده
- حسادت آقای کلافه
- مردم‌گریز
- مکتب زنان
- نقد مکتب زنان
- ژرژ داندن
- عروسی اجباری
- نیرنگ‌های اسکاپن
- زنان دانشمند
- زنان فضل‌فروش مضحک
- طبیب اجباری
- ازدواج اجباری
- عشق شفابخش[ت]
- بورژوای نجیب‌زاده

## یادداشت
1. ↑  Illustre Théâtre
2. ↑  Aulularia
3. ↑  تاریخ ادبی جهان نوشته رابرت لوئنتت (به آلمانی: Literaturgeschichte der Welt Robert Lavalette)
4. ↑  عنوان این اثر مولیر به زبان فرانسه (L'amour médecin) است که معادل فارسی آن «عشق پزشک» (عشقی که پزشک هست؛ منظور عشق یک پزشک یعنی L'amour de médecin نیست) است. این اثر به اشتباه در ایران با عنوان «طبیب عاشق» médecin amoureux ترجمه شده‌است.